# TNA Xplosion
TNA Xplosion (antes conocido como Impact Xplosion) es un programa de televisión producido por la Total Nonstop Action Wrestling (TNA), figurando repercusiones del programa TNA Impact! y luchas exclusivas no televisadas. Antes no es producido solo para mercados internacionales, más la televisación en los Estados Unidos. Esto actualmente se televisa en Canadá sobre The Fight Network, en Asia y el Medio Oriente sobre ESPN Star Sports, el Mundo árabe MBC Action, en Australia en One HD, y está disponible en Extreme Sports Channel en el Reino Unido.

## Formato e Historia

### 2002-2003
TNA Xplosion fue lanzado el 27 de noviembre de 2002 como el único espectáculo de cable regular de TNA y destacando luchas exclusivas del TNA Asylum así como entrevistas exclusivas con Superestrellas de TNA.

### 2004-2005
El 18 de noviembre de 2004, se hizo un espectáculo de recapitulación de TNA Impact! de la semana anterior en luz de alteraciones en la lista grabadora. Sin embargo, "Xplosion" reasumida en luchas exclusivas (facturado como "Xplosion Xclusives") una vez más el 7 de octubre de 2005 además de recapitulación de Impact!. Los "Xplosion Xclusives" también se televisó en el ahora cesado TNA Global Impact espectáculo de Internet.
Todas las luchas vistas en "Xplosion" son dadas un toque antes de tiempo con Impact!. Las luchas normalmente destacan a los luchadores que raras veces aparecen en Impact!!. De vez en cuando, los luchadores pueden hacer su estreno o volver sobre "Xplosion" angles también ha ocurrido.

### 2006-2008
Desde mayo de 2006, el espectáculo de la multitud es el reportero de anunciador de entre bastidores de toque Jeremy Borash y Christy Hemme. La televisación de "Xplosion" en los Estados Unidos se cesó al final de 2006 aunque algunas luchas exclusivas pudieran ser vistas sobre TNA.

### 2008-2010
En principio el 22 de diciembre de 2008, "Xplosion Xclusive" fue difundido como luchas de web sobre el sitio web TNA y la página de YouTube de TNA.

### 2010-2014
El programa fue renovado el 14 de junio de 2010, grabaciones del episodio número 300 de Xplosion, presentando más coincidencias originales en lugar de un programa destacado, con Jeremy Borash y Mike Tenay en los comentarios. Además de los cambios de formato, Xplosion recibió un nuevo logotipo, paquete de gráficos y tema musical interpretado por Taproot.
Xplosion también presenta el Spin Cycle, donde Borash tuvo una sesión de preguntas y respuestas con varias estrellas de TNA frente a una multitud en vivo. En 2013, TNA comenzó a incluir partidos de los primeros años de TNA y partidos antes del próximo TNA PPV.
A partir de diciembre de 2013, Rockstar Spud reemplazó al comentarista de color Mike Tenay, quien a partir de entonces reemplazó a Spud en 2014 de vez en cuando cuando Spud no podía realizar ciertas grabaciones.

### 2014-2016
Xplosion fue reformateado nuevamente a partir del episodio del 31 de mayo de 2014. El programa fue reformateado pensando en las familias, ya que se emitía los sábados por la mañana en el Reino Unido. Todavía fue presentado por Jeremy Borash y presenta una combinación de partidos nuevos y clásicos. El segmento Spin Cycle también regresó por un tiempo.

### 2017-2021
A principios de 2017, TNA cambió su nombre a Impact Wrestling; y para reflejar este cambio, el programa se conoció gradualmente simplemente como Xplosion (en lugar de TNA Xplosion), y el logotipo de TNA rara vez aparece en las imágenes archivadas. Más tarde pasó a llamarse Impact Xplosion. El 10 de octubre de 2017, Impact Wrestling lanzó su servicio de transmisión, Global Wrestling Network (ahora Impact Plus), con Xplosion como uno de sus programas. Esto hizo que el programa estuviera disponible en los EE. UU. Por primera vez desde 2006. Xplosion se graba junto con Impact y se transmite los miércoles a las 7 p. m. ET en el canal Twitch de Impact Wrestling , y se carga simultáneamente en Impact Plus.
Xplosion fue cancelado el 26 de marzo de 2021. Fue reemplazado por BTI: Before The Impact, un programa que se transmite antes de Impact en AXS TV y que sirve como programa previo para el episodio de Impact de esa noche, que también incluye un combate previo al programa.

### 2024-presente
En 2024, Impact Wrestling regresó al nombre de TNA en Hard To Kill y al día siguiente se reveló que Xplosion regresaría como TNA Xplosion. El 26 de enero de 2024 se anunció oficialmente que Xplosion regresaría. Todos los viernes se lanzan nuevos episodios para los suscriptores de TNA Plus, así como de forma gratuita en YouTube el martes siguiente.